# Vlag van Oulu

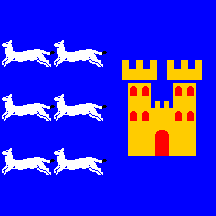
Vlag van Oulu

De vlag van Oulu is een vierkante banier van het wapen van deze provincie, dat is samengesteld uit het wapen van de historische regio Österbotten (witte schapen op een blauwe achtergrond) en dat van de stad Kajaani (een toren op een blauwe achtergrond). De historische regio Österbotten was een provincie van het Zweedse koninkrijk, totdat Finland in 1809 deel van Rusland ging uitmaken. De huidige provincie Oulu is gelegen op een deel van het grondgebied van de historische provincie.
De vlag is, net als de provincie Oulu, gecreëerd in 1997.
Op 1 januari 2010 werden de Finse provincies opgeheven. Hiermee verviel de vlag.